# Rhopalochelifer lawrencei
Rhopalochelifer lawrencei es una especie de arácnido del orden Pseudoscorpionida de la familia Cheliferidae.

## Distribución geográfica
Se encuentra en el sur de África.